# Lago di Ancipa
Lago di Ancipa este o arie protejată (arie specială de conservare — SAC, sit de importanță comunitară — SCI) din Italia întinsă pe o suprafață de 1.519 ha, integral pe uscat.

## Localizare
Centrul sitului Lago di Ancipa este situat la coordonatele 37°50′15″N 14°32′55″E / 37.8375°N 14.548611°E.

## Înființare
Situl Lago di Ancipa a fost declarat sit de importanță comunitară în septembrie 1995 pentru a proteja 10 specii de animale. Situl a fost protejat și ca arie specială de conservare în martie 2017.

## Biodiversitate
Situată în ecoregiunea mediteraneană, aria protejată conține 9 habitate naturale: Râuri mediteraneene cu debit permanent cu specii de Paspalo-Agrostidion și galerii riverane de Salix și de Populus alba, Pseudostepă cu ierburi și specii anuale de Thero-Brachypodietea, Păduri de stejar alb estice, Lacuri eutrofice naturale cu vegetație de tip Magnopotamion sau Hydrocharition, Păduri de Quercus ilex și Quercus rotundifolia, Galerii de Salix alba și de Populus alba, Fânețe de joasă altitudine (Alopecurus pratensis, Sanguisorba officinalis), Păduri panonice-balcanice de stejar turcesc - stejar sesil, Ape stătătoare oligotrofe până la mezotrofe, cu vegetație de Littorelletea uniflorae și/sau de Isoëto-Nanojuncetea.
La baza desemnării sitului se află mai multe specii protejate:
- păsări (9): fluierar de munte (Actitis hypoleucos), pescăruș albastru (Alcedo atthis), rață pitică (Anas crecca), stârc cenușiu (Ardea cinerea), rață-cu-cap-castaniu (Aythya ferina), prundaș gulerat mare (Charadrius hiaticula), erete de stuf (Circus aeruginosus), egretă mică (Egretta garzetta), codobatură galbenă (Motacilla alba)
- reptile (1): Emys trinacris

Pe lângă speciile protejate, pe teritoriul sitului au mai fost identificate 30 de specii de plante, 2 specii de păsări, 1 specie de amfibieni, 1 specie de nevertebrate, 1 specie de reptile.